# Grand Palace Hotel (Riga)
Grand Palace Hotel est un hôtel 5 étoiles situé à Riga, capitale de la Lettonie. Il est abrité dans un bâtiment construit à l'origine en 1877 pour abriter une banque ; il a été transformé en hôtel avec 56 chambres. 
Le Grand Palace Hotel est membre des Leading Hotels of the World et a été élu meilleur hôtel de Lettonie pendant six ans, la dernière fois en 2010.